# Rallye de Catalogne
Le rallye de Catalogne est une course automobile de rallye presque en totalité disputée sur asphalte. En 2014 son nom officiel devient Rally RACC - Rally de España, incluant pour la première fois le terme Espagne, après avoir été le Rally RACC Catalunya-Costa Daurada de 2005 à 2013. Réputée pour son organisation et sa sécurité, elle est organisée par le Real Automóvil Club de Cataluña (ou RACC, l'Automobile-club de Catalogne).

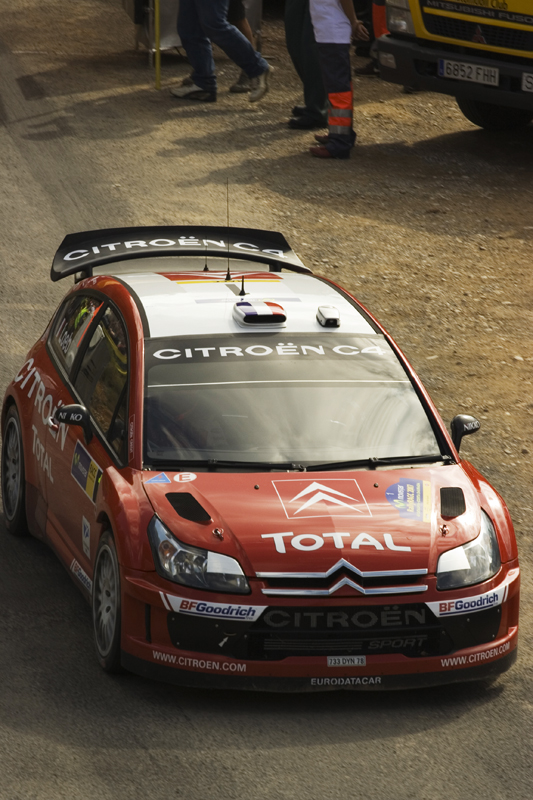
Sébastien Loeb en 2007.

## Histoire
Elle apparaît sous l'appellation Tour de Catalogne en 1916, et connait alors sept éditions, entre 1916 et 1920 puis de 1954 à 1956.
Un an plus tard, elle prend son nom actuel, et connaît désormais huit éditions consécutives jusqu'en 1964. Au début des années 1960, elle comprend aussi des épreuves de précision, de côte, ou de slalom. L'Automóvil Club el Rosellón, et les Real Automóvil Club de España, Real Moto Club de Cataluña et Peña Motorista Barcelona participent également à sa réalisation. En 1962 une incursion en France a même lieu, par Bourg-Madame, Mont-Louis, Les Angles et Font-Romeu. 
Elle renaît en 1973, pour être désormais intégrée au seul championnat espagnol durant deux ans, puis être comptabilisée également -durant 16 ans- dans le Championnat d'Europe des rallyes (ERC, de 1975 à 1990), avant d'intégrer finalement le WRC en 1991 dont elle devient la première manche.
Tout comme le rallye d'Allemagne en 2002, cette course est issue de la fusion de deux épreuves, catalanes (avec le Rallye de la Costa Brava de la Penya Motorista également comptabilisé en ERC, en 1988).
À ses débuts en championnat du monde, elle n'est comptabilisée que pour le classement des pilotes. Elle a lieu en novembre et se dispute près de Gérone, déjà pour partie sur terre. En 1993 les portions de terre sont supprimées, plus de cent équipages participent, et une superspéciale a lieu au circuit de Barcelone. En 1994 elle n'est retenue qu'en championnat FIA 2Litres (remportée par l'Italien Bertone), et en 1995 et 1996 elle est élue Meilleure épreuve au calendrier mondial par les équipes; à compter de 1997 elle se dispute en automne ou au printemps. De 1988 à 2004 le départ et l'arrivée ont lieu depuis Lloret de Mar (antérieurement de Taragone ou de Barcelone). En 2005 son nom change du fait d'une importante restructuration: sa tête d'organisation est transférée de Gérone à Salou (ainsi que les débuts et fins de course, près de Taragone) et sa base de stationnement est à PortAventura. La sécurité est renforcée, avec un point unique d'assistance.
Sur son parcours, le passage de La Lullaca est particulièrement réputé, avec son virage en épingle sous un pont. En 2002 Gilles Panizzi alors en route vers la victoire y effectue un "dougnut" à 360° avec sa Peugeot, prohibé en course. Les virages sont souvent particulièrement accentués, de plus en plus glissants au fil des passages des concurrents par l'étalement rapide des gravillons et poussières de course sur l'asphalte. À partir de 2010 quelques tronçons sur terre s'ajoutent de nouveau lors de l'épreuve.
Plus de 3000 personnes s'activent chaque saison à sa réussite. Disputé au mois d'octobre dans des régions montagneuses du nord-est espagnol, ses conditions météorologiques sont particulièrement changeantes.
(nb: elle ne doit pas être confondue avec le Rallye RACE d'Espagne désormais disparu, qui fut disputé à Madrid en étant comptabilisé lui aussi pour l'ERC)

## Palmarès

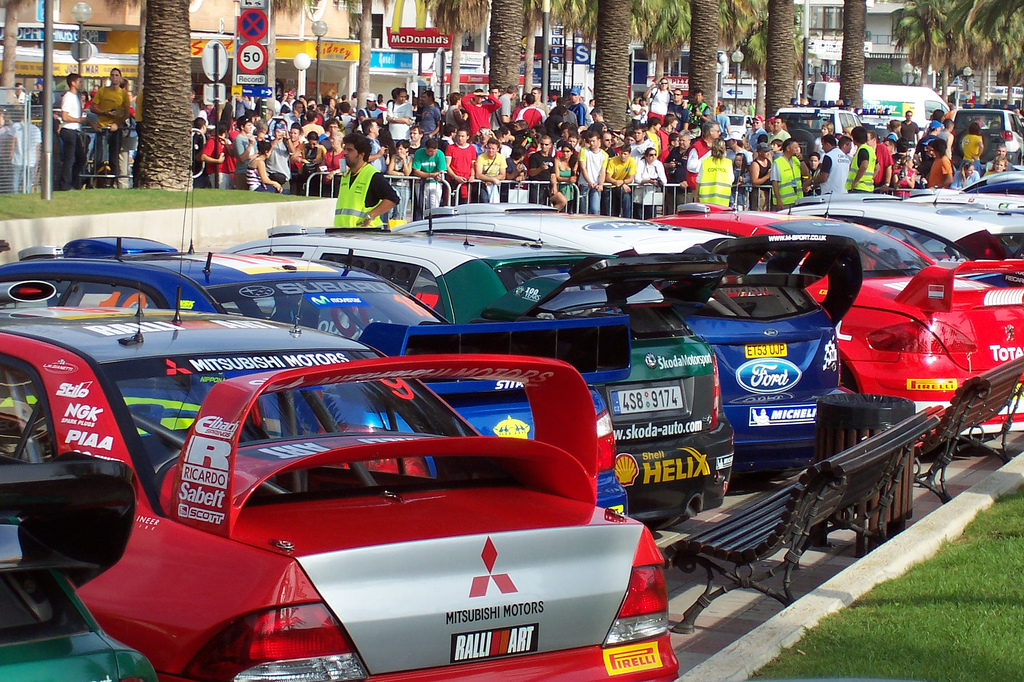
Véhicules parqués lors de l'édition 2005.

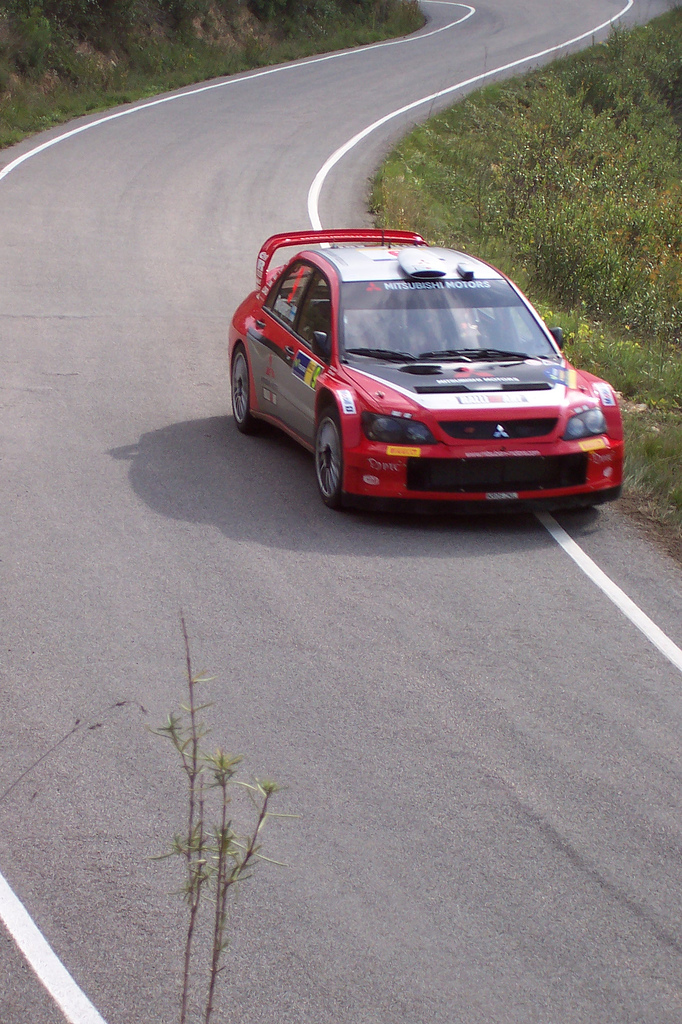
Harri Rovanperä également en 2005 (ES9).

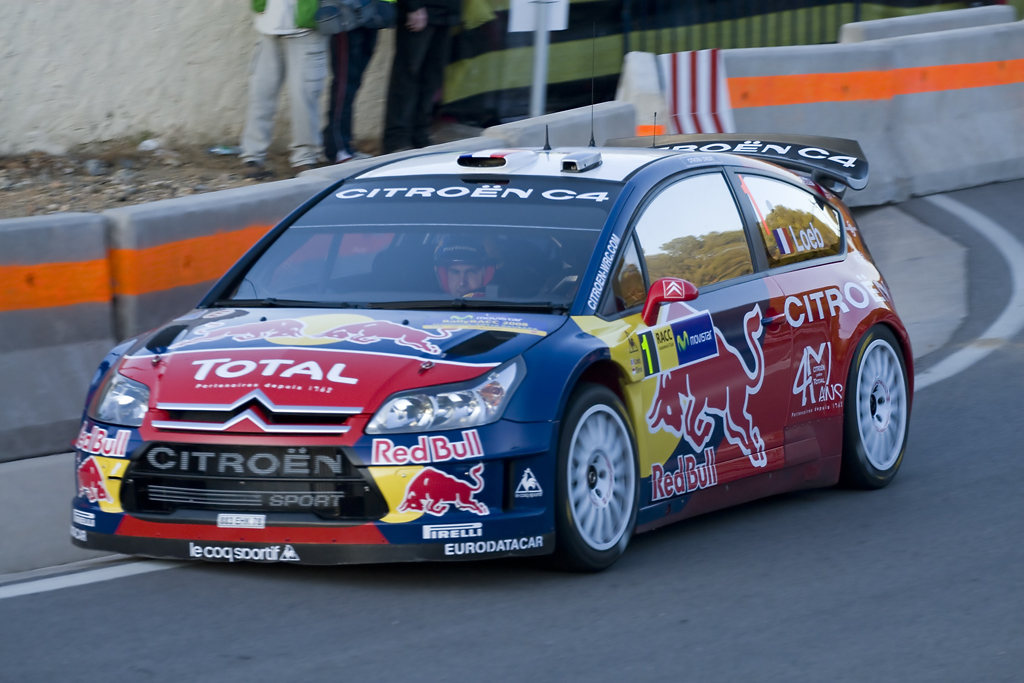
Loeb en 2008.

| 1973 | Salvador Cañellas (9e édition, championnat d'Espagne) | Daniel Ferrater                        | Seat 1430 FU 1800                      |                                        |
| 1974 | Marc Etchebers (10e édition, championnat d'Espagne)   | Marie-Christine Etchebers              | Porsche Carrera                        |                                        |
| 1975 | Antonio Zanini                                        | Eduardo Martínez                       | Seat 1430 FU 1800                      |                                        |
| 1976 | Jorge de Bagration                                    | Manuel Barbeito                        | Lancia Stratos                         |                                        |
| 1977 | Antonio Zanini                                        | Juan José Petisco                      | Seat 124/1800                          |                                        |
| 1978 | Antonio Zanini                                        | Juan José Petisco                      | Fiat 131 Abarth                        |                                        |
| 1979 | Beny Fernández                                        | José Luis Sala                         | Fiat 131 Abarth                        |                                        |
| 1980 | Antonio Zanini                                        | Jordi Sabater                          | Porsche 911 SC                         |                                        |
| 1981 | Eugenio Ortiz                                         | Guillermo Barreras                     | Renault 5 Turbo                        |                                        |
| 1982 | Antonio Zanini                                        | Víctor Sabater                         | Talbot Sunbeam Lotus                   |                                        |
| 1983 | Adartico Vudafieri                                    | Tiziano Siviero                        | Lancia 037 Rallye                      |                                        |
| 1984 | Salvador Servià                                       | Jordi Sabater                          | Opel Manta 400                         |                                        |
| 1985 | Fabrizio Tabaton                                      | Luciano Tedeschini                     | Lancia 037 Rallye                      |                                        |
| 1986 | Fabrizio Tabaton                                      | Luciano Tedeschini                     | Lancia Delta S4                        |                                        |
| 1987 | Dario Cerrato                                         | Giuseppe Cerri                         | Lancia Delta HF 4WD                    |                                        |
| 1988 | Bruno Saby                                            | Jean-François Fauchille                | Lancia Delta HF 4WD                    |                                        |
| 1989 | Yves Loubet                                           | Jean-Marc Andrié                       | Lancia Delta Integrale                 |                                        |
| 1990 | Dario Cerrato                                         | Giuseppe Cerri                         | Lancia Delta Integrale 16v             |                                        |
| 1991 | Armin Schwarz                                         | Arne Hertz                             | Toyota Celica GT-4                     |                                        |
| 1992 | Carlos Sainz                                          | Luís Moya                              | Toyota Celica Turbo 4WD                |                                        |
| 1993 | François Delecour                                     | Daniel Grataloup                       | Ford Escort RS Cosworth                |                                        |
| 1994[1] | Enrico Bertone                                        | Max Chiapponi                          | Toyota Celica Turbo 4WD                |                                        |
| 1995 | Carlos Sainz                                          | Luís Moya                              | Subaru Impreza 555                     |                                        |
| 1996 | Colin McRae                                           | Derek Ringer                           | Subaru Impreza 555                     |                                        |
| 1997 | Tommi Mäkinen                                         | Seppo Harjanne                         | Mitsubishi Lancer Evolution IV         |                                        |
| 1998 | Didier Auriol                                         | Denis Giraudet                         | Toyota Corolla WRC                     |                                        |
| 1999 | Philippe Bugalski                                     | Jean-Paul Chiaroni                     | Citroën Xsara Kit Car                  |                                        |
| 2000 | Colin McRae                                           | Nicky Grist                            | Ford Focus WRC 00                      |                                        |
| 2001 | Didier Auriol                                         | Denis Giraudet                         | Peugeot 206 WRC                        |                                        |
| 2002 | Gilles Panizzi                                        | Hervé Panizzi                          | Peugeot 206 WRC                        |                                        |
| 2003 | Gilles Panizzi                                        | Hervé Panizzi                          | Peugeot 206 WRC                        |                                        |
| 2004 | Markko Märtin                                         | Michael Park                           | Ford Focus RS WRC 04                   |                                        |
| 2005 | Sébastien Loeb                                        | Daniel Elena                           | Citroën Xsara WRC                      |                                        |
| 2006 | Sébastien Loeb                                        | Daniel Elena                           | Citroën Xsara WRC                      |                                        |
| 2007 | Sébastien Loeb                                        | Daniel Elena                           | Citroën C4 WRC                         |                                        |
| 2008 | Sébastien Loeb                                        | Daniel Elena                           | Citroën C4 WRC                         |                                        |
| 2009 | Sébastien Loeb                                        | Daniel Elena                           | Citroën C4 WRC                         |                                        |
| 2010 | Sébastien Loeb                                        | Daniel Elena                           | Citroën C4 WRC                         |                                        |
| 2011 | Sébastien Loeb                                        | Daniel Elena                           | Citroën DS3 WRC                        |                                        |
| 2012 | Sébastien Loeb                                        | Daniel Elena                           | Citroën DS3 WRC                        |                                        |
| 2013 | Sébastien Ogier                                       | Julien Ingrassia                       | Volkswagen Polo R WRC                  |                                        |
| 2014 | Sébastien Ogier                                       | Julien Ingrassia                       | Volkswagen Polo R WRC                  |                                        |
| 2015 | Andreas Mikkelsen                                     | Ola Fløene                             | Volkswagen Polo R WRC                  |                                        |
| 2016 | Sébastien Ogier                                       | Julien Ingrassia                       | Volkswagen Polo R WRC                  |                                        |
| 2017 | Kris Meeke                                            | Paul Nagle                             | Citroën C3 III WRC                     |                                        |
| 2018 | Sébastien Loeb                                        | Daniel Elena                           | Citroën C3 III WRC                     |                                        |
| 2019 | Thierry Neuville                                      | Nicolas Gilsoul                        | Hyundai i20 WRC                        |                                        |
| 2020 | Épreuve annulée (pandémie de Covid-19)                | Épreuve annulée (pandémie de Covid-19) | Épreuve annulée (pandémie de Covid-19) | Épreuve annulée (pandémie de Covid-19) |
| 2021 | Thierry Neuville                                      | Martijn Wydaeghe                       | Hyundai i20 WRC                        |                                        |
| 2022 | Sébastien Ogier                                       | Benjamin Veillas                       | Toyota GR Yaris Rally1                 |                                        |
| 1. : en 1994, le rallye de Catalogne ne comptait que pour le championnat du monde des rallyes des constructeurs 2 litres. |                                                       |                                        |                                        |                                        |